# Sergiu Comissiona
Sergiu Comissiona (Boekarest, 16 juni 1928 – Oklahoma City, 5 maart 2005) was een in Roemenië geboren Amerikaans dirigent en violist.

## Biografie
Comissiona werd geboren in Boekarest in Roemenië en begon met viool spelen toen hij 5 jaar oud was. Hij speelde al in het Roemeens Staatsensemble toen hij nog tiener was, hij maakte er zijn debuut als dirigent toen hij 17 was. Hij werd benoemd tot chef-dirigent van de Roemeense Nationale Opera, die hij leidde van 1955 tot 1959.

### Carrière
Comissiona ontvluchtte het communistische Roemenië in 1959 en emigreerde naar Israël. In 1960 richtte hij het Ramat Gan Chamber Orchestra op, dat hij leidde tot 1967. Hij dirigeerde ook het symfonieorkest van Haifa van 1959 tot 1966. Hij maakte zijn debuut in de Verenigde Staten met het Philadelphia Orchestra in 1965 en emigreerde naar de VS in 1968. Later werd hij dirigent van het Göteborg Symfonie Orkest van 1966 tot 1977, en chef-dirigent van het Radio Filharmonisch Orkest in Nederland in 1982. Comissiona leidde ook Noord-Amerika's toonaangevende ensembles, waaronder het Baltimore Symphony Orchestra, de symfonieorkesten van Houston en Vancouver en hij was muzikaal leider van de New York City Opera. Vanaf 1969 bracht hij 15 jaar door bij het Baltimore Symphony Orchestra en hij maakte het van een onbekend ensemble tot een nationaal gerespecteerd orkest, uiteindelijk leidend tot de eerste internationale tournee en de eerste opnames. Hij was ook muzikaal leider van het Jeugdorkest van Azië. Comissiona was chef-dirigent van het Spaanse nationale radio-orkest in Madrid, het RTVE Symfonieorkest, van 1990 tot 1998.
Hij bracht diverse hedendaagse werken in première of maakte er de eerste opnames van, waaronder symfonieën van Allan Pettersson, die zijn negende symfonie aan hem opdroeg, en werken van Elie Siegmeister en Michael Jeffrey Shapiro. Comissiona leidde Elie Siegmeisters An Entertainment voor viool, piano en orkest in het Merriwether Post Pavilion op 2 juli 1976 met Ann Saslav, piano en Isidor Saslav, de concertmeester van het Baltimore Symphony Orchestra, als solisten. De Saslavs hadden op Siegmeister gevraagd het werk te schrijven.
Van 1997 tot zijn dood was Comissiona eerste gastdirigent van de USC Thornton Symphony aan de University of Southern California, Thornton School of Music.

### Persoonlijk
Comissiona en zijn vrouw werden Amerikaans staatsburger op 4 juli 1976, tijdens een speciale ceremonie voor het tweehonderdjarig bestaan in Fort McHenry in de haven van Baltimore. Hij woonde lange tijd in New York. Comissiona stierf aan een hartinfarct in Oklahoma City, Oklahoma, enkele uren voordat hij moest optreden.

## Prijzen en onderscheidingen
Comissiona werd benoemd tot ridder in de Orde van Kunsten en Letteren van Frankrijk. Hij ontving een Mus D. honoris causa van de New England Conservatory in Boston, Massachusetts en hij was erelid van de Koninklijke Zweedse Muziekacademie en oprichter van de nationale wedstrijd voor jonge dirigenten van het Baltimore Symphony Orchestra.